# Maximilienne
Maximilienne, echte naam Henriette Adeline Genty, (Parijs, 28 november 1884 - Nice, 28 augustus 1978) was een Franse actrice. Ze speelde opgemerkte bijrollen in een vijftigtal films die uitkwamen tussen 1931 en 1959. In haar eerste films werd ze enkele malen als Maximilienne Max op de generiek vermeld.

## Leven en werk

### Debuut en typecasting in komedies
Ze debuteerde in 1925 in Les Aventures de Robert Macaire, een historische avonturenfilm van Jean Epstein. Het bleef haar enige stomme film. Toen Maximilienne Max zes jaar later, in de jaren dertig, op haar zevenenveertigste, in een aantal films begon bijrollen te vertolken, viel ze op door haar leeftijdsloze verschijning. Ze was groot en mager en had een nors en zuur gezicht. Ze glimlachte slechts zelden, haar blik drukte afkeuring en misprijzen uit. Ze beschikte over een schelle snerpende stem. Ze werd dan ook heel dikwijls getypecast als de onaardige en onaantrekkelijke oude vrijster. De meeste regisseurs die een beroep op haar deden kwamen niet verder dan die karikatuur. De komedie À nous la liberté (1931) van René Clair was pas haar tweede film. Vanaf dan verscheen ze achtentwintig jaar lang in talrijke komedies met welsprekende titels als Les Surprises du divorce, Mes tantes et moi (als een tante die de moraliteit van een neef van heel dichtbij in de gaten houdt), Drôle de noce, Trois Vieilles Filles en Folie en Le Congrès des belles-mères.

### Memorabele vertolkingen
Haar rol van autoritaire directrice van een heropvoedingstehuis voor jeugdige misdadigsters in Prison sans barreaux (Léonide Moguy, 1938) vormde een eerste hoogtepunt in haar vertolkingen van kwaadaardige oudere vrouwen. In diezelfde periode gaf ze de twee vertolkingen weg waarvoor ze wellicht het best herinnerd wordt : de oude kwezel in het melodrama La Femme du boulanger (Marcel Pagnol, 1938) en de oude mislukte schrijfster die vermoord wordt in de politiefilm L'assassin habite au 21 (Henri-Georges Clouzot, 1942). In Clochemerle (Pierre Chenal, 1948), een satire naar de gelijknamige roman van Gabriel Chevallier, leverde ze als vrome aanvoerster van een bende fatsoenridders die protesteren tegen de plaatsing van een openbaar urinoir dicht bij hun parochiekerk, een nieuw (komisch) hoogstandje af.

### Vruchtbare samenwerkingen
Ze werkte meerdere keren samen met onder meer René Clair, André Cayatte, Pierre Chenal, Raymond Bernard, Léo Joannon en Fernandel. Ze speelde mee in Simplet (1942) en Adhémar ou le Jouet de la fatalité (1952), twee van de drie films die Fernandel ooit zelf regisseerde. Ze was ook te zien in de fantasyfilm Liliom (1934), de enige film die Fritz Lang in Frankrijk gedraaid heeft, in de Tino Rossi-film Sérénade aux nuages (1946) en in een van de Fernand Raynaud-films Houla-houla (1959), wat tevens haar laatste film was.
Maximilienne hield in 1960 op met filmmaken. Ze overleed bijna twintig jaar later, in 1978, op 93-jarige leeftijd.

## Filmografie (selectie)
- 1925: Les Aventures de Robert Macaire (Jean Epstein)
- 1931: À nous la liberté (René Clair)
- 1932: Pour un sou d'amour (Jean Grémillon)
- 1933: Les Surprises du divorce (Jean Kemm)
- 1933: La Guerre des valses (Ludwig Berger)
- 1933: Six cent mille francs par mois (Léo Joannon)
- 1933: 14 Juillet (René Clair)
- 1934: Chourinette (André Hugon)
- 1934: Liliom (Fritz Lang)
- 1934: Maria Chapdelaine (Julien Duvivier)
- 1934: Tartarin de Tarascon (Raymond Bernard)
- 1934: On a trouvé une femme nue (Léo Joannon)
- 1934: Minuit, place Pigalle (Roger Richebé)
- 1935: Mademoiselle Mozart (Yvan Noé)
- 1935: Amants et voleurs (Raymond Bernard)
- 1936: Mes tantes et moi (Yvan Noé)
- 1937: L'Homme de nulle part (Pierre Chenal)
- 1938: Prison sans barreaux (Léonide Moguy)
- 1938: Mon curé chez les riches (Jean Boyer)
- 1938: La Femme du boulanger (Marcel Pagnol)
- 1940: Cavalcade d'amour (Raymond Bernard)
- 1940: L'Empreinte du dieu (Léonide Moguy)
- 1941: Parade en sept nuits (Marc Allégret)
- 1942: Cartacalha, reine des gitans (Léon Mathot)
- 1942: Simplet (Fernandel)
- 1942: L'assassin habite au 21 (Henri-Georges Clouzot)
- 1943: Au Bonheur des Dames (André Cayatte)
- 1943: Picpus (Richard Pottier)
- 1944: La Collection Ménard (Bernard Roland)
- 1946: Cœur de coq (Maurice Cloche)
- 1946: Sérénade aux nuages (André Cayatte)
- 1947: Monsieur Vincent (Maurice Cloche)
- 1948: Clochemerle (Pierre Chenal)
- 1948: L'Armoire volante (Carlo Rim)
- 1949: Dernière heure, édition spéciale (Maurice de Canonge)
- 1949: Le Trésor de Cantenac (Sacha Guitry)
- 1950: Tête blonde (Maurice Cam)
- 1951: Adhémar ou le Jouet de la fatalité (Fernandel)
- 1951: Musique en tête (Georges Combret en Claude Orval)
- 1951: Monsieur Octave (Maurice Boutel)
- 1952: Trois Vieilles Filles en Folie (Émile Couzinet)
- 1952: Drôle de noce (Léo Joannon)
- 1954: Le Congrès des belles-mères (Émile Couzinet)
- 1954: French Cancan (Jean Renoir)
- 1954: La Cage aux souris (Jean Gourguet)
- 1958: Premier mai (Luis Saslavsky)
- 1959: Fric-frac en dentelles (Guillaume Radot)
- 1959: Énigme aux Folies Bergère (Jean Mitry)
- 1959: Houla-houla (Robert Darène)

## Theater
- 1937: Show Boat van Oscar Hammerstein II en Jerome Kern, Franse versie van Alexandre Fontanes en Lucien Boyer
- 1937 : Pamplemousse, Marseille-operette van André Birabeau
- 1940: Ce coquin de soleil, Marseille-operette van Raymond Vincy, in een regie van René Pujol
- 1949: Le Légataire universel van Jean-François Regnard, in een regie van Georges Douking